# Aethecerus pallicoxa
Aethecerus pallicoxa är en stekelart som beskrevs av Thomson 1891. Aethecerus pallicoxa ingår i släktet Aethecerus och familjen brokparasitsteklar. Arten är reproducerande i Sverige. Inga underarter finns listade i Catalogue of Life.